# 共和 (法羅群島)
共和是法羅群島的一個左翼政党，其主張法羅群島從丹麥獨立出來，並建立共和制的國家。該黨成立於1948年，原名共和黨，但在2007年改為現名。
2007年丹麦议会选举，該黨在法羅群島獲得25.4%選票，獲得1席（法羅選區共有2席）；但在2011年改選後，共和僅獲19.4%選票，把席次輸給了社會民主黨。2015年大選奪回1席。